# Freddo
Freddo es una heladería de origen argentino fundada en 1969 por dos familias de inmigrantes italianos. En la actualidad cuenta con alrededor de 160 sucursales en Argentina y 60 locales en 8 países de América.

## Historia
La heladería fue fundada por Juan Guarracino junto a sus hijos y su consuegro Luis Aversa, inmigrantes italianos que se radicaron en la Argentina en la década de 1930. 
En 1931 Luis Aversa comenzó a trabajar junto a su primo Julio Pérsico en un almacén en la Ciudad de La Plata, que más tarde se convertiría en la heladería Persico (no debe confundirse con la heladería Persicco fundada en 2001). Por otro lado, en 1936 Juan Guarracino se estableció en Buenos Aires y se dedicó al comercio de frutas junto a sus cuatro hijos; Juan (hijo), Luis, Graciela y Salvador Guarracino. Este último contraería matrimonio con María, hija de Luis Aversa. Tras el cierre de la original Persico, los Guarracino y los Aversa decidieron asociarse para fundar la heladería Freddo, que en 1969 abrió las puertas de su primer local en el barrio porteño de Recoleta.

### Expansión
Para el año 1990 Freddo poseía únicamente tres locales, pero hacia fines de 1998 la cadena ya contaba con 44 sucursales propias en Argentina, Chile y Uruguay, y se especulaba que su facturación era alrededor de 40 millones de pesos. Ese mismo año se negoció la venta de la empresa al Grupo Exxel, operación que finalmente se concretó por la suma de 82 millones de dólares. Durante esta etapa se logró afianzar la presencia de la marca en otras provincias de Argentina, por lo que el número de sucursales se extendió a 50. En el año 2000 Freddo facturaba 580 millones de dólares.

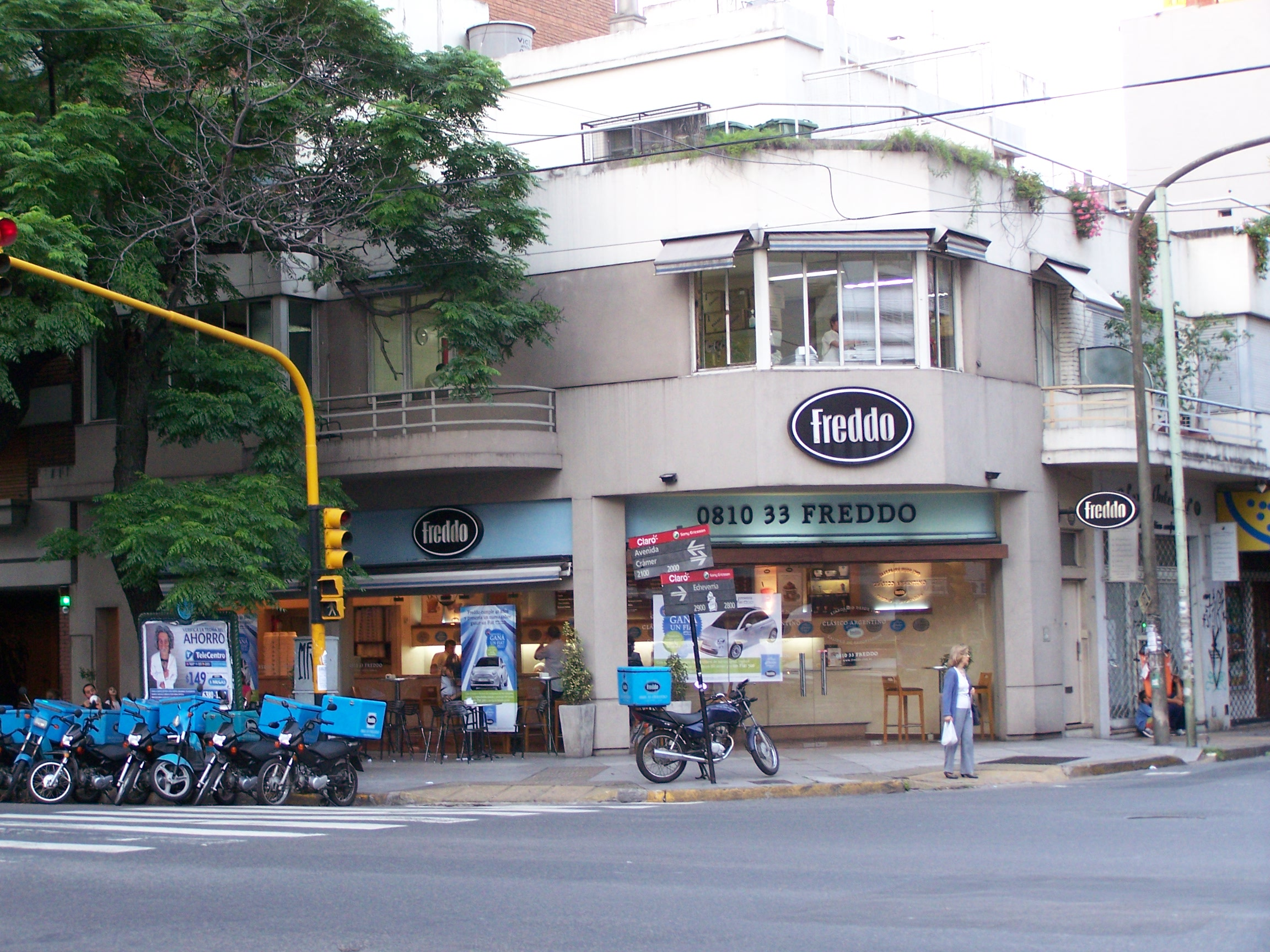
Local de Freddo en Buenos Aires

### Crisis
En el contexto de la Crisis del 2001, Freddo generaba pérdidas a razón de 10 millones de dólares por año, y para ese momento la deuda acumulada de la empresa era de 30 millones de dólares. Ese año, las ventas del sector heladero caían un 10% y el negocio se volvía cada vez menos sustentable. Después del cierre de 15 bocas de expendio, el Banco Galicia (principal acreedor de la cadena) decidió hacerse cargo temporalmente de Freddo para luego poner la empresa a la venta con el objetivo de recuperar una parte del dinero.

### Nueva etapa
En febrero de 2004, con una mejor situación económica en Argentina, Freddo fue adquirida por el grupo argentino Pegasus, por una cifra cercana a los 20 millones de dólares. En septiembre de 2005 se inició un proceso de renovación de la imagen corporativa de Freddo, concebida por Fontana Diseño. Se buscó resaltar el aspecto clásico de la marca.  De acuerdo con el estudio de diseño,

El rediseño de la imagen integral de Freddo fue solicitado en el contexto de su relanzamiento, necesario luego de un ciclo en el que la marca no evidenciaba crecimiento.
Página web de Fontana Diseño

### Reconversión del negocio
Hacia 2018, en un nuevo contexto de caída del consumo masivo en Argentina y tras los rumores de venta de la empresa, Freddo avanzó en una reconversión del negocio que incluyó el desprendimiento de la totalidad de los locales comerciales pertenecientes a la compañía y la extensión del sistema de franquiciado a todas sus sucursales. Además, el 6 de septiembre de 2018 la empresa anunció el cierre de su fábrica en Balvanera y la tercerización del proceso de producción que hasta entonces se realizaba allí.
En diciembre de 2022 la cadena de heladerías lanzó una nueva imagen de marca diseñada por AFA ARRENDAMENTI que incluyó el rediseño del su logo y la renovación de sus locales comerciales.

## Actualidad
Actualmente, Freddo se encuentra presente en Uruguay, Brasil, Chile, Perú, Paraguay, Puerto Rico, Panamá, México y Estados Unidos. A pesar de esto, todos los productos se elaboran en Argentina.
En sus locales comerciales, Freddo ofrece helado vendido por peso y productos de cafetería. Además, elabora helados pre envasados que se comercializan en supermercados.
Desde 2022 ofrece NotGelato by Freddo, una línea de helados veganos desarrollada junto a la empresa chilena NotCo. 
Actores de Hollywood de la talla de Ryan Gosling no olvidan el haberlos probado.